# Juan Manuel López (pugile)
Juan Manuel López Rivera, noto come Juanma López (Juncos, 30 giugno 1983), è un pugile portoricano.
Soprannominato Juanma, come dilettante ha rappresentato il Porto Rico in numerosi tornei internazionali, come i Central American and Caribbean Games nel 2002, i giochi Panamericani nel 2003 e i Giochi di Atene nel 2004. La carriera da professionista di López è iniziata nel 2005. Ha vinto i suoi primi 9 incontri tutti per KO, prima di vincere il 10º per decisione unanime. Il 30 settembre 2006 ha sconfitto Jose Alonso, strappandogli la cintura WBO Latino dei pesi supergallo, titolo di una competizione creata dalla WBO. Il 7 giugno 2008 López ha sconfitto per KO tecnico il messicano Daniel Ponce de León, conquistando la corona WBO dei supergallo.

## Carriera

### Gli anni da dilettante
López ha iniziato a boxare all'età di 10 anni. Ha vinto il campionato amatoriale portoricano per cinque volte consecutive, dal 2000 al 2004. Ha rappresentato la sua nazione anche in competizioni internazionali, come il circuito amatoriale, nella divisione dei pesi gallo (119 libbre). Ai giochi Panamericani, che si sono tenuti a San Juan, Porto Rico, dal 10 al 18 agosto, Juanma è arrivato secondo, dietro solamente al dominicano Elio Rojas. Ha fatto parte del team portoricano che ha partecipato agli American and Caribbean Games nel 2002, tenutisi a San Salvador. In questa competizione ha debuttato sconfiggendo ai punti il pugile locale Antonio Nuñez (23-16). Tuttavia ha perso tramite decisione unanime contro il messicano Abner Mares con il punteggio di 23-19. Nelle prime fasi di qualificazione per i campionati Pan Americani del 2003 López ha debuttato trionfando su Francisco Palma dall'Ecuador con il punteggio di 12-8. Nelle semifinali è stato battuto da Alexander Espinoza del Venezuela per uno strettissimo 11-10. Il suo prossimo grande evento internazionale sono proprio stati i Pan American Games del 2003, tenutisi a Santo Domingo. Juanma ha debuttato sconfiggendo nettamente ai punti Castulo González del Guatemala per 27-10 nell'incontro di inaugurazione. Nei quarti di finale ha combattuto contro Mares, perdendo per poco ai punti, questa volta per 24-21. Juanma López ha fatto parte anche della selezione portoricana che ha preso parte alle qualificazioni per le Olimpiadi americane, tenutesi a Tijuana. Ha iniziato la competizione il 14 marzo 2004 sconfiggendo lo statunitense Roberto Benítez per decisione unanime. Nell'incontro successivo si è trovato di fronte il domenicano Algenis Méndez, vincendo il match per decisione unanime. Nella finale López si è scontrato con il canadese Andrew Kooner ma ha perso la gara con il punteggio di 29-18, uscendo così dal torneo. Nonostante ciò le sue grandi prestazioni fornite gli hanno valso un posto tra i partecipanti ai Giochi di Atene nel 2004.
Come parte del suo allenamento per i giochi olimpici, López ha partecipato a due tornei "Porto Rico VS. USA", dove entrambe le squadre nazionali hanno messo alla prova i loro atleti.. Il primo di questa serie di incontri si è svolto il 27 maggio 2004 a Reno, Nevada. Nell'occasione ha sconfitto Eric Hunter. Il secondo incontro del torneino si è tenuto a Reno, Nevada, il 4 ottobre 2004, e lo ha visto trionfare su Torrence Daniels ai punti (16-15). A questa vittoria è seguita un'ultima partecipazione al torneo Jose "Cheo" Aponte a Caguas, Porto Rico, dove ha sconfitto nettamente Luis Peña nella finale con il punteggio di 33-5. Il debutto olimpico di López è avvenuto il 17 agosto 2004, dove si è trovato di fronte al bielorusso Khavazhi Khatsigov. Juanma è stato dichiarato sconfitto dopo il verdetto finale e la lettura dei cartellini, che hanno dato il match all'avversario per 27-19. Al momento del termine della sua carriera da pugile dilettante López aveva un record di 126 vittorie e 24 sconfitte.

### Carriera da professionista
López è passato al professionismo nel 2005, poco dopo i Giochi di Atene, come peso piuma. Ha scelto come promoter la Top Rank Boxing e come co-manager Orlando Piñero e Peter Rivera, presidente della Puerto Rico Best Boxing Promotions.
Juanma ha fatto il suo debutto il 29 gennaio 2005 a Bayamón, Porto Rico, trionfando contro il debuttante Luis Colón con un KO fulmineo. Da qui in poi ha vinto altre nove volte consecutive per KO: sotto i suoi devastanti pugni sono caduti Ivan Cordero, Efrain Perez, Eric Nemos, Charlie Jones, Roberto Chacón, Luis Bolaño, Manuel Sanabria e Jose Luis Caro. Ha concluso il suo primo anno da professionista con un record di 8-0, con 8 successi prima del limite. Ciò gli è valsa la nomina di rookie e prospetto dell'anno da parte della Puerto Rico Boxing Commission. Il 4 marzo 2006 è andato sulla distanza per la prima volta, sconfiggendo il messicano Gilberto Bolanos ver verdetto unanime. Alla fine del 2006 ha vinto altri 4 match, 3 dei quali sono terminati per KO. Uno di questi scontri è stato quello contro Jose Alonso, per il titolo WBO Latino dei supergallo, un campionato regionale sancito dalla stessa World Boxing Organization. L'incontro si è svolto il 30 settembre 2006 a Caguas, Porto Rico, e ha visto López sconfiggere Alonso per KO tecnico al 3º round. Il suo primo match del 2007 si è svolto al Dodge Arena di Phoenix, Arizona, contro Cuauhtemoc Vargas. López ha vinto l'incontro per KO tecnico, dopo che l'avversario non era più in grado di proseguire la gara. Ha combattuto nuovamente il 3 marzo a San Juan contro Leivi Brea, che ha sconfitto per KO tecnico. Il 28 aprile 2007 Juanma ha disputato il suo primo incontro al di fuori del Porto Rico e degli Stati Uniti. La gara si è infatti svolta a Barranquilla, Colombia. L'avversario era il colombiano Jorge Otero e il match è terminato con un'altra vittoria per KO tecnico per Juanma López, dopo che l'arbitro ha fermato la disputa. L'incontro successivo di López si è svolto il 22 giugno 2007 a Hato Rey, Porto Rico, contro il brasiliano Giovanni Andrade. L'incontro era l'evento principale si una serie di match presentati dalla Puerto Rico Best Boxing. Juanma ha vinto l'incontro per KO tecnico alla fine della 1ª ripresa, quando Andrade ha deciso di non proseguire la gara. Il 4 agosto 2007 López ha conservato il suo titolo ai danni di Hugo Dianzo, nuovamente per KO tecnico. López ha preso totale controllo del match, aprendo anche dei tagli nella testa dell'avversario. Alla 10ª ripresa un colpo di López ha ferito l'avversario, facendogli perdere grandi quantità di sangue e costringendo l'arbitro a porre fine alla contesa. López ha in seguito difeso la sua corona regionale contro Omar Adorno, in un match speciale presentato dall WBO che si è svolto il 31 ottobre 2007. Juan è riuscito ad atterrare l'avversario per ben tre volte deurante il corso del match, e dopo 2 minuti nel 2º round ha vinto l'incontro per KO. La quarta difesa del titolo di López si è svolta il 23 febbraio 2008, quando ha sconfitto Jonathan Oquendo per KO tecnico alla 3ª ripresa. Il match è stato anche chiamato Guerra Civil.

#### Il titolo WBO dei supergallo
Il 7 giugno 2008 López ha avuto la possibilità di conquistare il suo primo titolo mondiale contro il messicano Daniel Ponce de León per il titolo WBO dei supergallo. L'incontro, parte di una lista di match organizzati dalla HBO, si è svolto al Boardwalk Hall Atlantic City, New Jersey. López ha vinto la gara per KO tecnico alla 1ª ripresa, quando l'arbitro ha fermato l'incontro dopo due atterramenti consecutivi subiti da Ponce de León. Dopo aver ricevuto numerosi omaggi, presentazioni e interviste per la vittoria, il 13 giugno 2008 López ha ricevuto la sua nuova cintura dal presidente stesso della WBO, Francisco "Paco" Valcárcel. Durante la cerimonia di festeggiamento ha ricevuto una lettera dall'ex pugile portoricano Wilfredo Gómez, che gli ha offerto i suoi più calorosi saluti e congratulazioni e predetto una grande carriera da sportivo. La prima difesa del titolo di López è stata contro César Figueroa e si è svolta il 4 ottobre 2008 al José Miguel Agrelot Coliseum di Porto Rico, in un evento denominato "The First Step" (in italiano "il primo passo"). L'avversario di López era previsto essere Olivier Lontchi, ma quest'ultimo è stato tolto dalla lista sfidanti a causa di suo pareggio con un avversario ritenuto debole e poco quotato. La sua entrata è stata accompagnata da fuochi d'artificio e musica personalizzata composta dalla Baby Rasta y Gringo, oltre alla partecipazione del campione portoricano Tito Trinidad e Iván Calderón. L'incontro è durato solamente 47 secondi. López ha iniziato l'incontro con alcuni sporaidici diretti, ma il suo primo vero attacco (una micidiale combinazione) ha lasciato l'avversario senza sensi. Roberto Ramirez, il direttore di gara, ha concluso il conteggio di 10 decretando la sconfitta di Figueroa per KO. Questo è stato il 5º KO più veloce in un incontro con titoli in palio e ha superato perfino la vittoria di Iron Mike Tyson su Michael Spinks. 2 giorni dopo il match, Bob Arum ha confermato che López avrebbe fatto parte di un incontro incluso nella card del "Dream Match", l'attesissimo scontro tra la grande sorpresa Manny Pacquiao e il Chico de Oro Óscar de la Hoya. López ha iniziato ad allenarsi il 13 ottobre 2008, avendo come obbiettivo la conservazione e il successivo miglioramento delle sue condizioni fisiche e atletiche. Nel frattempo durante la settimana Israel Vázquez ha risposto alla sfida lanciata da Figueroa, dichiarando che un match tra i due potrebbe essere "interessante" perché "sarebbe una sfida". López ha dichiarato che dopo un match di preparazione nel 2009, il suo piano sarebbe stato quello di organizzare l'evento a New York, una notte prima della parata portoricana, un evento annuale che si svolge proprio a New York e che coinvolge proprio l'omonima popolazione del luogo. Tra i possibili sfidanti di Juanma sono emersi i nomi di Sergio Medina e Bernabé Concepción. Anche il campione WBO dei gallo Gerry Peñalosa ha espresso il suo interesse a sfidare il talento portoricano. Nel frattempo ha ricevuto un omaggio come parte della parata domenicana a San Juan ed è stato nominato Padrino Internacional (in italiano "il padrino internazionale"). Medina, che in questo periodo era 4º nel ranking WBO, è stato selezionato come sfidante di Juanma per un match il 6 dicembre 2008. Poco prima del match López ha incontrato Vázquez e Rafael Márquez (fratello del Dinamita, Juan Manuel Márquez), che hanno entrambi espresso il loro interesse nello sfidare Juanma nel 2009. La gara è durata 1:38, dopo che l'arbitro ha fermato il match in seguito a 3 atterramenti consecutivi subiti da Medina. Secondo il Compubox, Medina è stato in grado di sferrare solamente 1 pugno su 6 tentativi, dando dimostrazione di una timida esibizione. López ha preso l'iniziativa subito, attaccando l'avversario per tutta la durata dello scontro. Per le sue grandi prestazioni Juanma ha ricevuto numerosi riconoscimenti, come la nomina di "Athlete of the Year" da Primera Hora e Museo del Deporte de Puerto Rico, oltre ad essere incluso nella lista Los pioneros del año (in italiano "i pionieri dell'anno") stilata da El Nuevo Día. Il 10 febbraio 2009 il vice presidente della Golden Boy Promotions, Eric Gómez, ha confermato il nuovo avversario di López sarebbe stato il veterano filippino Peñalosa, che aveva già espresso il desiderio di sfidarlo nel 2008.
Lo scontro tra il nuovo prospetto della boxe ed il veterano del ring filippino si è svolto il 25 aprile 2009 ed è stato denominato "Campeón vs.Campeón" (in italiano "Campione contro Campione"), in quanto anche Penalosa era detentore di un titolo, la corona WBO dei gallo. Le prime battute del match sono state molto attive ed entrambi i pugili hanno espresso i loro stili di combattimento: López ha dato mostra delle sue doti da brawler, concentrandosi sulla potenza dei pugni, mentre Gerry ha puntato sulla tecnica, una delle sue migliori qualità. Le prime riprese sono state dalla parte del portoricano, che si è concentrato nel colpire l'avversario al volto e al corpo. La 4ª e 5ª ripresa sono continuate sulle note dei round precedenti, con Penalosa al contrattacco. Tra il 5º e il 6º round l'atleta filippino è stato in grado di mandare a segno un numero maggiore di colpi, ma da lì in poi López è stato in grado di controllare l'offensiva dell'avversario. Prima della 9ª ripresa, l'allenatore di Penalosa, l'esperto Freddie Roach, lo ha avvertito che se voleva vincere il match doveva mettere KO il suo rivale, sennò avrebbe fermato l'incontro, poiché ha notato che le forze del suo assistito stavano iniziando a cedere. Nella 9ª ripresa ci sono stati ancora alcuni scambi di pugni tra i due, fino a quando Roach ha deciso di ritirare il suo pugile dalla contesa, evitandogli così un'eccessiva punizione. Con questa vittoria per KOT López è diventato il primo pugile a sconfiggere il veterano atleta per KO, nessuno mai prima ci era riuscito. Dopo lo scontro, Penalosa ha ricevuto il supporto del pubblico per i suoi sforzi. Nel corso della gara, il portoricano ha stabilito anche alcuni record: maggior numero di colpi potenti sferrati in un round e maggior numero di colpi potenti andati a segno in un round. Tutto ciò nell'8ª ripresa.
Il 10 ottobre 2009 Juanma ha affrontato Rogers Mtagwa per la corona WBO dei pesi gallo. L'incontro, svoltosi al Madison Square Garden, si è concluso con la vittoria di López per Majority Decision. Dopo la gara si sono diffuse voci sul suo prossimo sfidante, che potrebbe essere il cubano Yuriorkis Gamboa.
Il 16 aprile 2011 subisce la sua prima sconfitta ai danni Orlando Salido che conquista il WBO Featherweight Championship.

## Analisi di Juan Manuel López
Juanma López è uno degli astri nascenti del pugilato e uno dei più completi per quanto riguarda l'abilità generale. Pugile completo, è in possesso di una sorprendente combinazione di stazza, abilità, forza, velocità e potenza. Ha inoltre vinto per KO tutti gli incontri validi per delle cinture mondiali.

## Curiosità
- I suoi pugili preferiti sono Felix "Tito" Trinidad e Roy Jones.[40]